# Chilomycterus reticulatus
Chilomycterus reticulatus là một loài của cá trong chi Chilomycterus.

## Hình ảnh

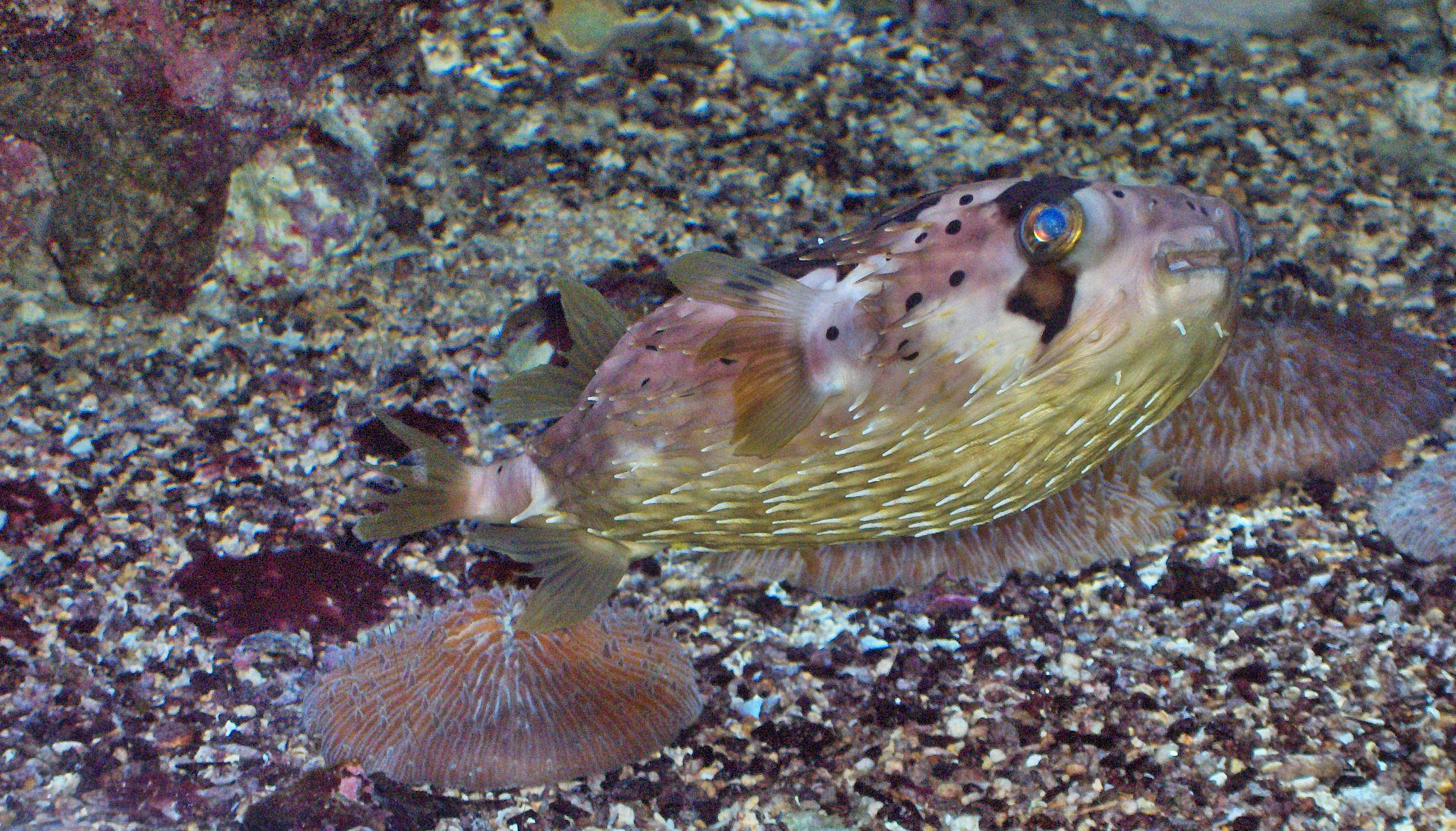
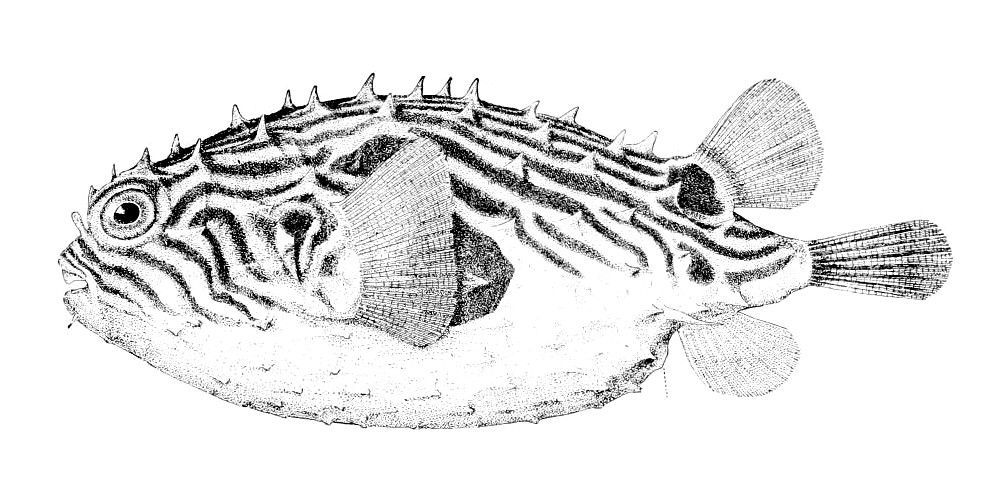